# Корсет, Рут
Рут Корсет (англ. Ruth Corset, род. 9 мая 1977, Вевак) — австралийская профессиональная велогонщица. Чемпион Австралии в групповой гонке 2010 года.

## Карьера
Рут Корсет начала заниматься велоспортом в 2006 году, до этого занималась триатлоном.
В 2009 году она завоевала серебряную медаль в групповой гонке на чемпионате Океании и выиграла этап на Рут де Франс феминин; она заняла пятое место в общем зачёте на Гран-при Плуэ — Бретань. На чемпионате мира по шоссейным гонкам в Мендризио она заняла двенадцатое место в групповой гонке.
В 2010 году она выиграла групповую гонку чемпионата Австралии по шоссейному велоспорту и была второй в 2009 и 2016 годах. В том же 2010 году она выиграла один из этапов международного Тура Ардеш, где она также заняла третье место в общем зачёте. В том же году она финишировала четвёртой в Туре Новой Зеландии, Трофее Альфредо Бинды — коммуны Читтильо и второй в Туре Лимузена.
В 2011 году она финишировала третьей в Туре Новой Зеландии и шестой в генеральной классификации на Джиро Донне, но при этом несколько раз попадала в аварии на гонках в Европе.
В 2013 году она финишировала третьей в индивидуальной гонке на чемпионате Океании.
Несмотря на успехи, Корсет, выступавшая за команду Bizkaia–Durango в 2012 и 2013 годах, не подписала новый контракт с велокомандой, отчасти потому, что не была заявлена на Олимпийские игры в Лондоне.
В интервью в 2017 году она объяснила, что за время активной велосипедной карьеры она стала матерью двух дочерей и страдала от длительной разлуки с семьёй. Однако она продолжала участвовать в гонках в Австралии — заняла второе место в групповой гонке на Чемпионате Австралии в 2016 году, и окончательно завершила свою активную карьеру в 2017 году.
Её дочь, Стефани, сейчас сама является успешной велогонщицей.

## Достижения
2008
Тур Делты:
- Генеральная классификация
- Пролог

3-я на Чемпионате Австралии — групповая гонка
2-я на Гран-при Гастауна
2009
5-й этап Рут де Франс феминин
Тур Перта:
- Генеральная классификация
- 1-й, 2-й и 3-й этапы

 Серебряная медаль Чемпионата Океании — групповая гонка
2-я на Туре Лимузена
2-я на Чемпионате Австралии — групповая гонка
4-я на Монреаль Ворлд Кап
5-я на Гран-при Плуэ — Бретань
10-я на Чемпионате Океании — индивидуальная гонка
2010
 Чемпионате Австралии — групповая гонка
2-я на Туре Лимузена
3-я на Туре Ардеш
4-я на Трофее Альфредо Бинды — коммуны Читтильо
2011
3-я на Чемпионате Австралии — индивидуальная гонка
3-я на Туре Новой Зеландии
5-я на Чемпионате Океании — индивидуальная гонка
6-я на Джиро Донне
2013
 Бронзовая медаль Чемпионата Океании — индивидуальная гонка
2-я на Туре Кинг Валли
4-я на Чемпионате Океании — групповая гонка
2014
2-я на National Capital Tour
2-я на Туре Аделаиды
3-я на Туре Кинг Валли
2016
2-я на Чемпионате Австралии — групповая гонка
2-я на Туре Кинг Валли
2023
 Бронзовая медаль Чемпионата Океании — групповая гонка

### Статистика выступления наГранд-турах
| Гонка / Год          | 2009 | 2010 | 2011           | 2012           | 2013           |
| -------------------- | ---- | ---- | -------------- | -------------- | -------------- |
| Рут де Франс феминин | 11   | —    | —              | —              | —              |
| Тур де л'Од феминин  | —    | DNF  | не проводилась | не проводилась | не проводилась |
| Джиро д’Италия Донне | —    | —    | 6              | —              | 22             |

### Рейтинги
| Год                 | 2009 | 2010 | 2011 | 2012 | 2013  | 2014 | 2015  | 2016  | 2017 | 2018 | 2019 | 2020 | 2021 | 2022  | 2023  |
| ------------------- | ---- | ---- | ---- | ---- | ----- | ---- | ----- | ----- | ---- | ---- | ---- | ---- | ---- | ----- | ----- |
| Мировой рейтинг UCI | 20-й | 30-й | 78-й | -    | 143-й | -    | 556-й | 236-й | -    | -    | -    | -    | -    | 205-й | 238-й |
|                     |      |      |      |      |       |      |       |       |      |      |      |      |      |       |       |
| Источник: UCI       |      |      |      |      |       |      |       |       |      |      |      |      |      |       |       |